# کولیس

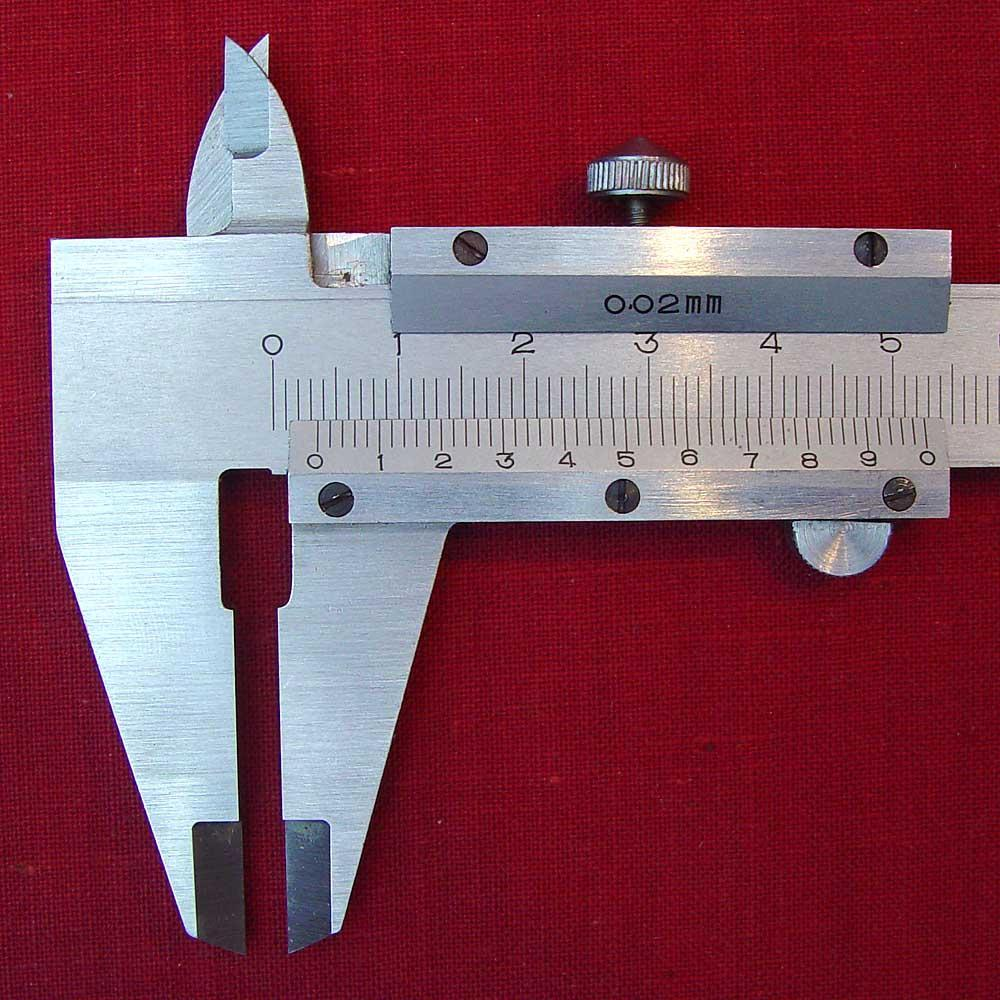
یک کولیس ورنیه

کولیس یا قُطر/عُمق‌سنج یکی از ابزارهای اندازه‌گیری به کار رفته در صنعت، پژوهش‌های کشاورزی و زیست‌شناسی و مهندسی مکانیک است.
کولیس دستگاهی است که فاصلهٔ میان دو سوی یک جسم را اندازه می‌گیرد. برای این کار دو شاخک کولیس را میان دو نقطه دل‌خواه می‌گذاریم، سپس کولیس را برمی‌داریم فاصلهٔ میان دو شاخه از روی خط‌کش خوانده می‌شود.

## تاریخچه کولیس
در سال ۱۳۶۳ میلادی یک فرانسوی بنام پیر ورنیه دستگاهی برای اندازه‌گیری طراحی کرد که براساس اختلاف بین دو تقسیم‌بندی کار می‌کرد.
کولیس‌های آغازین در لابه‌لای لاشه‌های بازمانده از کشتی در نزدیکی کرانه‌های ایتالیا یافت شده‌است. پیشینهٔ کشتی به شش سده پیش از میلاد مسیح بر می‌گردد. بخش‌های چوبی شاخک‌های متحرک و ثابت را نشان می‌داد. با این که به‌کارگیری دسته‌ای از کولیس‌ها به کمی وجود دارد، در روم و یونان هنوز هم با آن‌ها کار می‌کنند.
در زمان سلسلهٔ هان (۲۰۲ پیشامیلاد تا ۲۲۰ میلادی) چینی‌ها از کولیس‌های کشویی که آن‌ها را از برنز ساخته و روز، ماه و سال (بر پایهٔ تاریخ و سال چینی) را بر رویش می‌کندند، به کار می‌بردند.
کولیس ورنیه‌های جدید که تا هزارم اینچ را می‌خوانند، به دست فردی آمریکایی به نام جوزف آر. براون (Joseph R. Brown) در سال ۱۸۵۱ اختراع شده‌اند. کمپانی‌ای به نام Brown and Sharpe برای ساخت دستگاه‌های با دقت بالا در ایالات متحده بازگشایی شد. این دستگاه نخستین ابزار برای اندازه‌گیری دقیق بود که می‌توانست به قیمت ماشین‌آلات معمولی به فروش برود.

## انواع اصلی

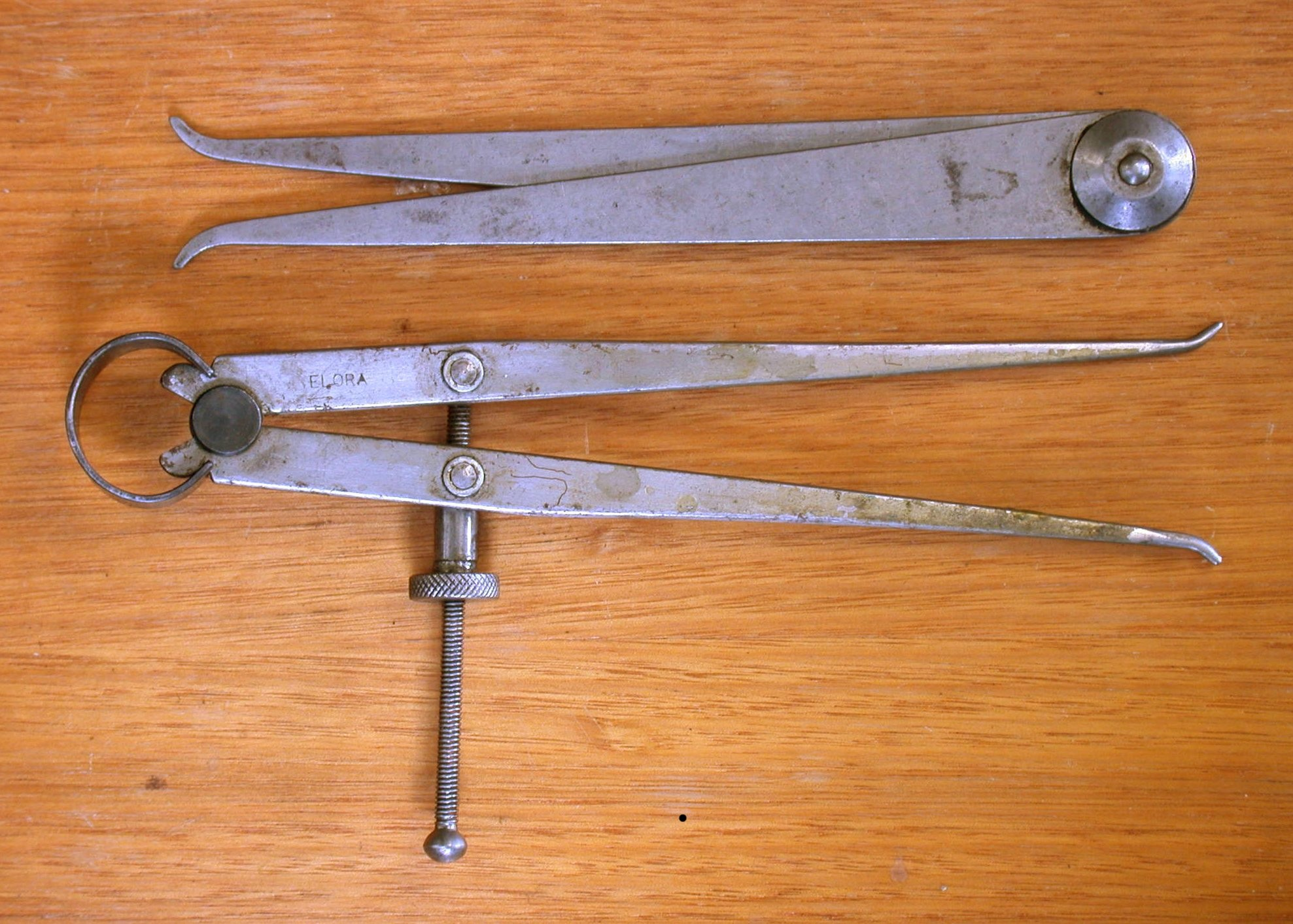
پرگار داخلی یا پاشنه ای Inside compass).

### قابلیت تفکیک (دقت) کولیس‌های میلیمتری و اینچی
هیچ قابلیتی ندارد بجوز تفکیک

## پرگار داخلی-یا پاشنه ای
این نوع از پرگار برای اندازه‌گیری ابعاد داخلی اشیا و نقل اندازه به کار می‌رود.
- پرگار بالایی در شکل به صورت دستی تنظیم می‌شود. ابتدا به آرامی به آن ضربه می‌زنیم تا به داخل شی برود سپس پیچ آن را باز نموده تا پایه‌های آن کاملاً گیر دار شده و ابعاد را به وسیله ای اندازه‌گیر مثل خط‌کش فلزی یا کلیس انتقال داده و قرائت می‌کنیم.
- پرگار پایینی در شکل به وسیله پیچ قابل تنظیم است که بدون تکان دادن دهانهٔ باز شده را به خط‌کش فلزی یا کلیس انتقال داد و قرائت می‌کنیم.

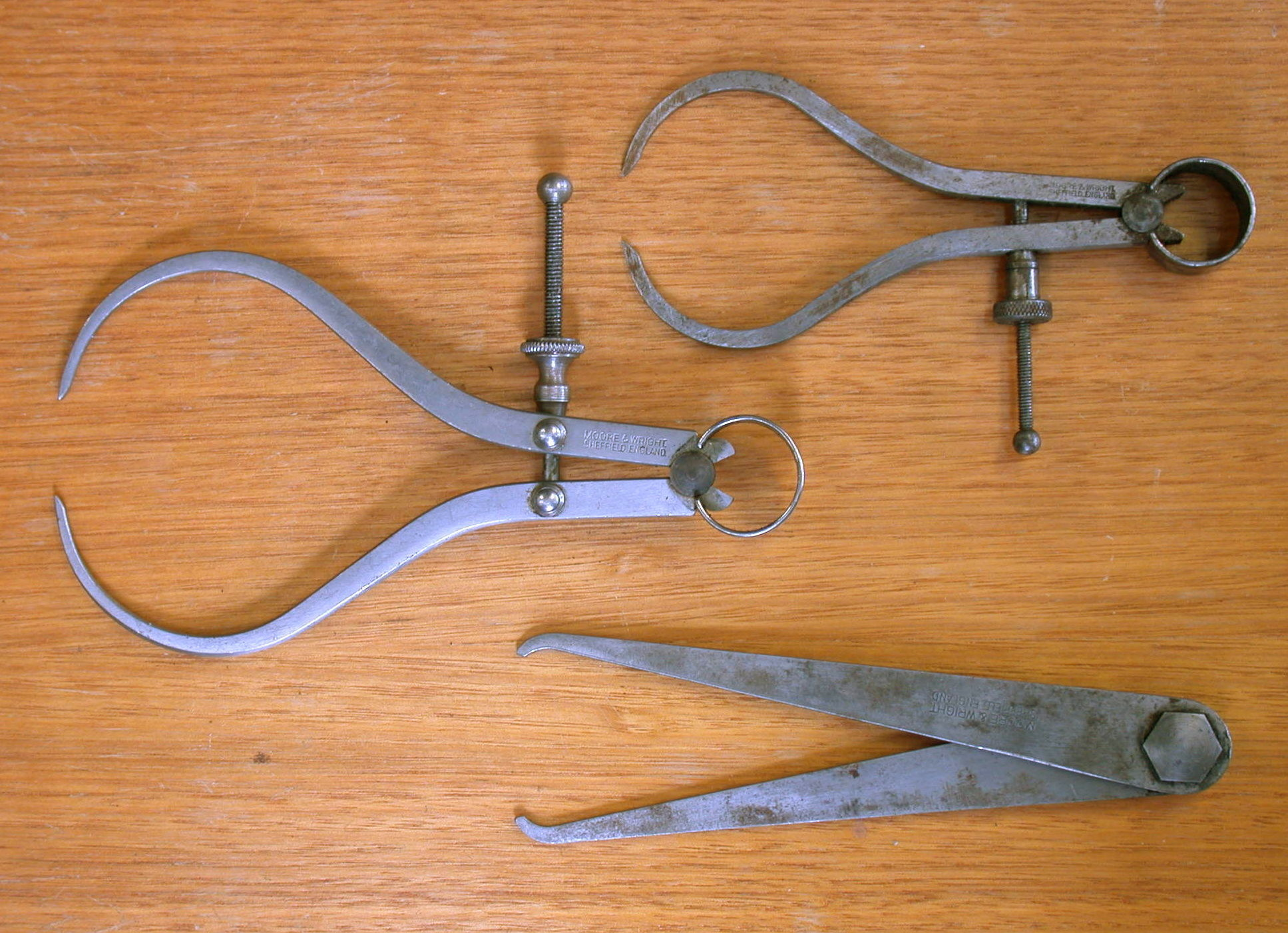
پرگار خارجی Outside Compass).

### پرگار فلزی-خارج سنج
این دسته از پرگارها در صنایع فلزی بیشترین کاربرد را دارند و از آنها جهت ترسیم دایره یا کمان یا انتقال اندازه بر روی ورق‌های فلزی مورد استفاده قرار میگرند.

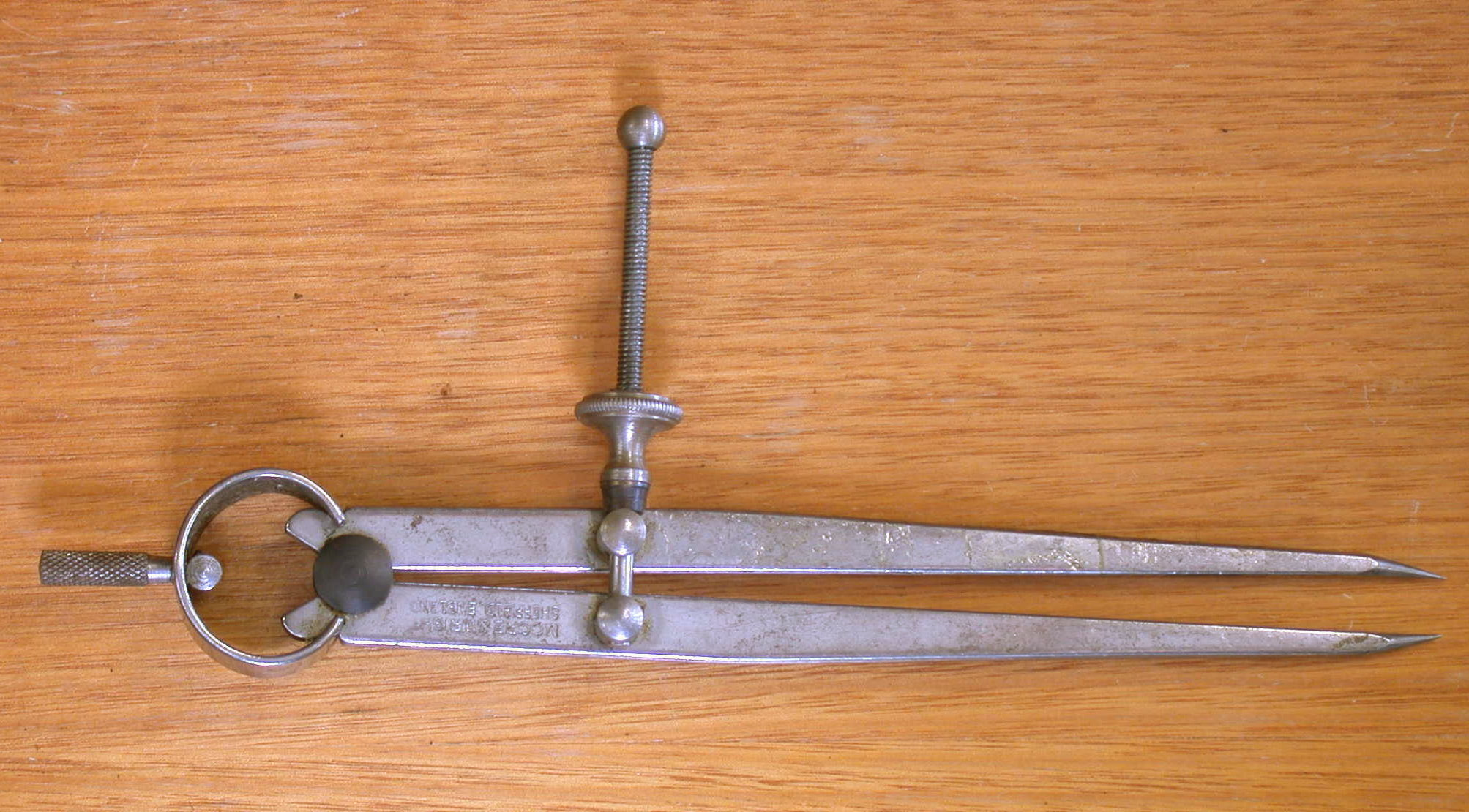
پرگار نقل اندازه یا مقسمDividerCompass).

## کولیس‌های مقسم

### کولیس ورنیه (ساده)
هنگامی که نشان گر بین دو نشانه‌گذاری است، کاربر می‌تواند آن را درج کرده و از این روش دقت بیشتری را اعمال نموده‌است. روش دیگر این است که شی مورد نظر را بین دو فک قرار می‌دهیم و سپس از روی خط‌کش اصلی عدد نشان داده شده را می‌خوانیم (بر حسب میلی‌متر) و سپس از روی ورنیه هر خطی که بر روی خط خط‌کش اصلی منطبق است را خوانده و در دقت آن ضرب می‌کنیم و با عدد خوانده شده از روی خط‌کش اصلی جمع می‌کنیم.
کولیس‌های ورنیه، دیجیتال و عقربه‌ای می‌توانند ابعاد داخلی و خارجی را اندازه بگیرند و برای اندازه‌گیری هر کدام از فک مخصوص استفاده کنند.
مقیاس ورنیه‌ها بر حسب سیستم متریک یا مقیاس‌های کوچکتر و نیز بر حسب اینچ که در قسمت بالای آن است، می‌باشد. کولیس‌های بکار گرفته شده در صنعت تا ۰٫۰۱ میلی‌متر یا ۰٫۰۰۱ اینچ دقت دارند و در ابعادی موجودند که می‌توان از آن‌ها برای اندازه‌گیری تا ۱۸۲۹ میلی‌متر یا ۷۲ اینچ استفاده کرد.
1. فک خارجی برای اندازه‌گیری ابعاد خارجی از جمله قطر خارجی
2. فک داخلی برای اندازه‌گیری ابعاد داخلی از جمله قطر داخلی
3. پروب عمق که برای اندازه‌گیری ارتفاع و عمق به کار گرفته می‌شود.
4. مقیاس اصلی که تا ۱ میلی‌متر را اندازه می‌گیرد.
5. مقیاس اصلی بر حسب اینچ
6. مقیاس ورنیه که دقت آن تا ۰٫۱ میلی‌متر یا بیشتر است.
7. مقیاس ورنیه که دقت را تا کسری از اینچ می‌دهد.
8. گیره برای جلوگیری از حرکت قسمت متحرک یا آسان کردن حرکت آن

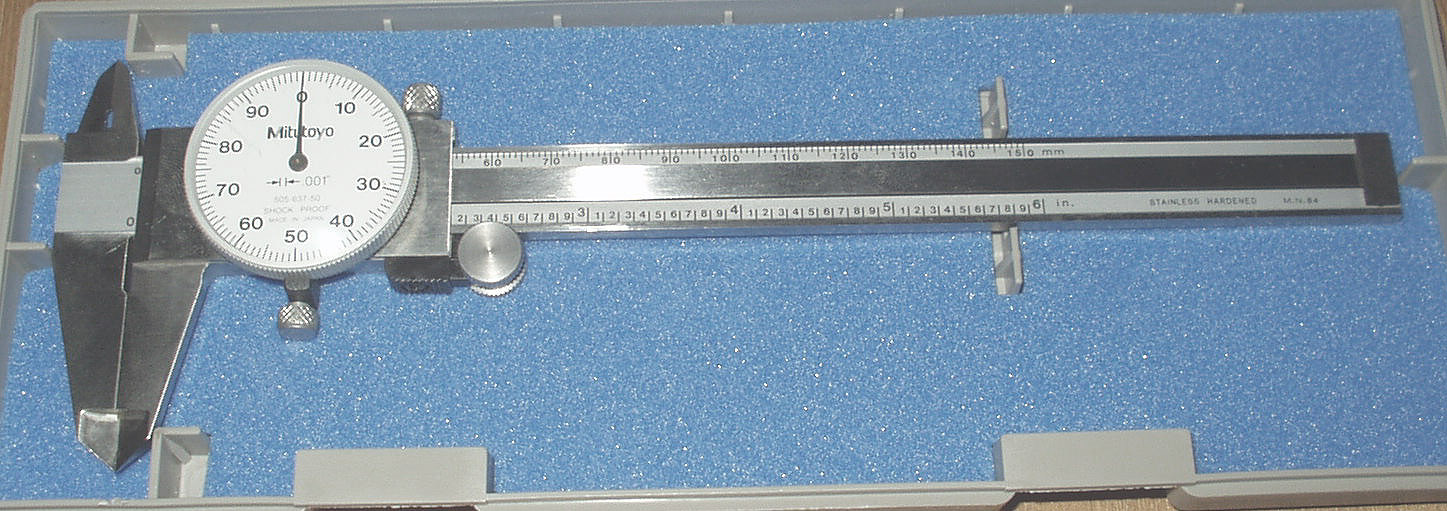
کولیس عقربه‌ای.

### نحوه به دست آوردن دقت کولیس‌های ورنیه میلیمتری
یک روش برای بدست آوردن دقت کولیس‌های میلیمتری با استفاده از رابطه r=a/n است. این روش و رابطه ساده‌ترین روش ممکن برای بدست آوردن دقت کولیس‌های میلیمتری می‌باشد. در این رابطه:
r دقت کولیس می‌باشد
a قابلیت تفکیک خط‌کش اصلی که برابر است با ۱ میلیمتر
n تعداد تقسیمات روی ورنیه کولیس
می‌باشد.

### نحوه به دست آوردن دقت کولیس ورنیه ۰٫۱ میلیمتری
مثلاً برای کولیس ۰٫۱ اگر بخواهیم طبق این رابطه دقت را محاسبه کنیم، طبق تعریف می‌توان گفت اگر ما ۱ را به ۱۰ تقسیم کنیم دقت کولیس ما ۰٫۱ میلیمتر خواهد بود؛ یعنی r=۱/۱۰=0.1 mm

### نحوه به دست آوردن دقت کولیس ورنیه ۰٫۰۵ میلی‌متری
طبق رابطه r=a/n
طبق تعریف می‌توان گفت اگر ما ۱ را به تعداد تقسیمات روی ورنیه یعنی ۲۰ تقسیم کنیم دقت کولیس ما ۰٫۰۵ میلیمتر خواهد بود؛ یعنی r=۱/۲۰=0.05 mm

### نحوه به دست آوردن دقت کولیس ورنیه ۰٫۰۲ میلیمتری
طبق رابطه r=a/n
طبق تعریف می‌توان گفت اگر ما ۱ را به تعداد تقسمات روی ورنیه ۵۰ تقسیم کنیم دقت کولیس ما ۰٫۰۲ میلیمتر خواهد بود؛ یعنی r=۱/۵۰=0.02 mm

### کولیس عقربه‌ای (ساعتی)
به جای استفاده از کولیس ورنیه‌ها که قرائت آن‌ها نیاز به روش خاص داشت که نیاز به یادگیری دارد، می‌توان از کولیس‌های عقربه‌ای که در آن‌ها برای قرائت کسری از میلی‌متر کافی است که عدد روی عقربه را قرائت کرد، استفاده نمود.
در این وسیله یک چرخ دنده دقیق و کوچک موجود است که بدون نیاز به قرائت مقیاس در ورنیه به همان اندازه دقیق را نشان می‌دهد. نشانگر هر یک اینچ یا هر میلی‌متر یا یک دهم اینچ می‌چرخد. اندازه قرائت شده از روی عقربه بایستی به آنچه که از روی خط‌کش قرائت می‌شود، اضافه شود.
به وسیله یک پیچ می‌توان آنچه که بر روی خط‌کش نمایش داده می‌شود را قفل کرد. منظور این است که از حرکت عقربه جلوگیری نمود تا در قرائت اشتباهی به وجود نیاید.

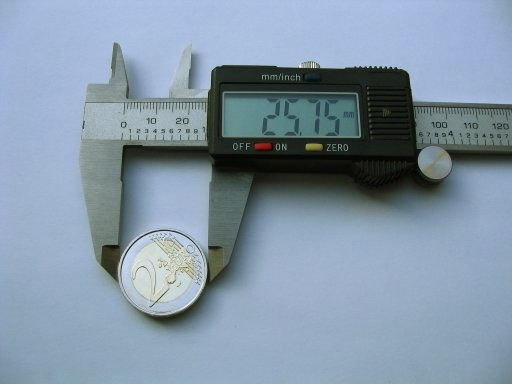
کولیس دیجیتال.

### کولیس دیجیتال
این کولیس‌ها از آن جایی که یک عدد واحد را بر روی نمایشگر نمایش می‌دهند دیگر نیازی به خواندن از روی خط‌کش نیست. این کولیس‌ها نسبت به کولیس‌های عقربه‌ای بیشتر مورد استفاده قرار می‌گیرند. برخی از این نوع کولیس‌ها قابلیت تبدیل واحد به سانتی‌متر، میلی‌متر و اینچ را دارند. می‌توان با آن‌ها برخی اندازه‌گیری‌های دیفرانسیلی را انجام داد. کولیس‌های دیجیتال می‌توانند اندازه‌ها را در حافظهٔ خود نگه دیجیتال این قابلیت را دارند که یک سری از خروجی‌ها را با اتصال به کامپیوتر، در اختیار قرار دهند. یک سری مبدل‌ها وجود دارند که می‌توان با استفاده از آن‌ها خروجی‌ها را وارد سنج می‌گویند.
ریز سنج (میکرو متر)
نوع جدید این کولیس‌های دیجیتال قابلیت اتصال به پردازنده‌ها را دارا می‌باشند.

#### ساختمان ریز سنج (میکرو متر)
این اسباب از ترکیب یک پیچ و مهره مدرج ساخته شده‌است. در این وسیله، مهره استوانه‌ای است تو خالی که سطح خارجی آن مدرج شده‌است. این استوانه به کمانی متصل است در انتهای دیگر کمان زایده‌ای وجود دارد که به آن سندان می‌گویند.
پیچ در داخل کلاهکی قرار دارد و در داخل مهره حرکت می‌کند، کلاهک پیچ بر روی سطح خارجی مهره جابجا می‌شود. در صورتی که پای پیچ ۰٫۵ میلی‌متر باشد دور کلاهک پیچ به پنجاه قسمت و اگر پای پیچ یک میلی‌متر باشد دور کلاهک پیچ به صد قسمت تقسیم می‌شود به آن قسمت از پیچ که از داخل مهره خارج شده و در داخل کمان جابه‌جا می‌گردد زبانه می‌گویند. اگر پیچ یک دور بپیچد در نوع اول زبانه ریزسنج نیم میلی‌متر جابجا می‌شود بنابراین وقتی پیچ به‌اندازه یک درجه بپیچد دهانه ریزسنج به اندازه یک صدم میلی‌متر باز یا بسته می‌شود؛ بنابراین با استفاده از ریزسنج دقت اندازه‌گیری تا۰٫۰۱ میلی‌متر بالا می‌رود. کولیس‌های میکرومتری به جای استفاده از قسمت افقی نظیر ورنیه یا عقربه یا نمایشگرِ رقومی (دیجیتال)، از یک پیچ برای اندازه‌گیری استفاده می‌کنند و به آن‌ها میکرو متر یا ریز سنج می‌گویند. ریز سنج (میکرو متر).

## مقایسه
هر کدام از انواع کولیس مذکور در بالا مزیتها و خطاهای نسبی مخصوص خود را دارند.
کولیس ورنیه‌ها با دوام اند، در بلند مدت با دقت عمل می‌کنند، از میدان‌های مغناطیسی تأثیر نمی‌پذیرند و بسیار ضد ضربه‌اند. . همچنین قرائت رقم آخر نسبتاً راحت می‌باشد. آن‌ها ممکن است هر دو مقیاس سانتی‌متر و اینچ را داشته باشند. اما کولیس ورنیه نیازمند دید مناسب چشم یا عینک بزرگ‌کننده برای قرائت است و ممکن است در قرائت از فاصله دور و زوایای نا مناسب، آزمایشگر دچار مشکل شود. در محیط‌های تولیدی قرائت کولیس ورنیه در طول روز مستعد خطا بوده و کارگران را آزار می‌دهد.
کولیس‌های عقربه‌ای نسبتاً راحت قرائت می‌شوند و می‌توانند برا ی مقایسه در هر نقطه‌ای روی صفر تنظیم گردند. آن‌ها شدیداً به ضربه حساس اند و بسیار مستعد کثیف شدن چرخ دنده‌ها هستند که می‌تواند مو جب کاهش دقت شود.
کولیس‌های دیجیتالی به راحتی از سیستم سانتی‌متر به سیستم اینچ تغییر می‌کند. آن‌ها به سادگی در هر نقطه صفر می‌شوند و در هر دو جهت قرائت را انجام می‌دهند. و در صورتی که امکان مشاهده صفحه کولیس نباشد با فشردن دکمه “Hold” یا با صفر کردن و بستن کولیس (که مقدار منفی اندازه‌گیری مورد نظر را نشان می‌دهد) امکان قرائت مهیا می‌شود. آن‌ها از نظر مکانیکی و الکترونیکی شکننده‌اند. اکثراً نیازمند باتری اند و در برابر سرما مقاومت خوبی ندارند. همچنین مقاومت معمولی در برابر ضربه دارند و در برابر کثیفی آسیب پذیراند.

نحوه استفاده.

## به‌کارگیری
کولیس‌ها باید به‌درستی به کار گرفته شوند تا بتوانند اندازه‌گیری دقیقی به ما بدهند. برای نمونه برای اندازه‌گیری ضخامت (کلفتی) یک بشقاب، کولیس ورنیه بایستی در زاویه درستی جای بگیرد تا اندازه‌های دقیق را به ما بدهد. برای اندازه‌گیری اندازه‌های گرد یا با شکل نامشخص، نیاز به تمرین بیش‌تر است.
دقت اندازه‌گیری برای به‌کارگیری کولیس به مهارت کاربر بستگی فراوان دارد. شاخه دستگاه کولیس ورنیه باید به بخشیی که می‌خواهد اندازه‌گیری بشود سفت بچسبد.